# Base Aérea Militar N.º 11 de Santa Gertrudis
La BAM 11 ó Base Aérea No. 11 Santa Gertrudis Teniente Coronel Juan Pablo Aldasoro Suárez (Código ICAO MMSG)  es un aeropuerto militar ubicado en el municipio de Saucillo, Chihuahua. Cuenta con una pista de aterrizaje de 2,650 metros de largo y 45 metros de ancho, así como una plataforma de aviación de 355x100 metros (35,500 metros cuadrados). En esta base aérea opera de forma permanente el Escuadrón Aéreo 205 y la Escuela Militar de Aplicación AeroTáctica de la Fuerza Aérea (E.M.A.A.T.F.A.) con aeronaves T-6 Texan II que tiene como objetivo capacitar y actualizar a los oficiales pilotos aviadores y de los servicios de la Fuerza Aérea, para desempeñarse como auxiliares o asesores del mando en organismos tipo corporación, Las instalaciones e infraestructura de este centro de entrenamiento están al nivel de los mejores del mundo, prepara a los pilotos para operar las aeronaves como una eficaz plataforma de combate al realizar diferentes actividades como formaciones, vuelos nocturnos, reconocimientos del área, apoyo coordinado mediante fuego aéreo a las unidades terrestres, prácticas de tiro aire-tierra por medio de ametrallamiento, bombas y cohetes, lo que les da una experiencia operativa invaluable. La duración de los cursos es de 6 meses.
Concluidos los 6 meses de entrenamiento, se efectúan ejercicios con fuego real donde participan más de 10,000 soldados, 240 vehículos blindados, 790 vehículos operativos, 15 helicópteros y 21 aviones. Los soldados reciben capacitación durante 40 días para reaccionar contra un ejército invasor en el campo militar que tiene un área de alrededor de 150 mil hectáreas.
En Santa Gertrudis también se encuentra el Criadero Militar de Ganado del Ejército Mexicano, donde, desde 1988 se cría el caballo Warmblood Nacional considerado como el propio del Ejército Mexicano, también se crían caballos frisones, españoles, percherones, bisontes americanos y ciervos rojos.
Santa Gertrudis como base aérea cuenta con frecuencia propia: 118.45

## Accidentes e incidentes
- El 25 de noviembre de 1983 una aeronave Northrop F-5E Tiger II con matrícula 4002 de la Fuerza Aérea Mexicana se estrelló durante una práctica de bombardeo y ataque a objetivos terrestres en la Base Aérea de Santa Gertrudis matando a su piloto y causando daños irreparables en la aeronave.[5]